# Осовино (Гомельский район)
Осовино (бел. Асавіно́) — посёлок в Терешковичском сельсовете Гомельского района Гомельской области Республики Беларусь.

## География

### Расположение
В 27 км на юг от Гомеля, 7 км от железнодорожной станции Терюха (на линии Гомель — Чернигов).

## Транспортная сеть
Рядом автодорога Старые Яриловичи — Гомель. Планировка состоит из прямолинейной улицы, ориентированной с юго-востока на северо-запад и застроенной деревянными домами усадебного типа.

## История
По письменным источникам известна с XIX века как село в Гомельском уезде Могилёвской губернии. 
С 1880 года действовал хлебозапасный магазин. В 1-й половине 1920-х годов в составе Гомельского округа. В 1930 году организован колхоз. 
Во время Великой Отечественной войны немецкие оккупанты в сентябре 1943 года сожгли 36 дворов и убили 2 жителей. 27 жителей погибли на фронте. 
В 1959 году в составе совхоза «Новобелицкий» (центр — деревня Терешковичи).

## Население

### Численность
- 2004 год — 35 хозяйств, 63 жителя.

### Динамика
- 1940 год — 54 двора, 154 жителя.
- 1959 год — 168 жителей (согласно переписи).
- 2004 год — 35 хозяйств, 63 жителя.